# John Linn
John Linn (* 3. Dezember 1763 bei Johnsonburg, Warren County, Province of New Jersey; † 5. Januar 1821 in Washington, D.C.) war ein US-amerikanischer Politiker. Zwischen 1817 und 1821 vertrat er den Bundesstaat New Jersey im US-Repräsentantenhaus.

## Werdegang
Noch in seiner frühen Jugend zog John Linn mit seinem Vater in das Sussex County, wo er die öffentlichen Schulen besuchte. Während des Unabhängigkeitskrieges war er Soldat in der Kontinentalarmee. Um die Jahrhundertwende wurde Linn Mitglied der von Thomas Jefferson gegründeten Demokratisch-Republikanischen Partei. Zwischen 1801 und 1804 saß er als Abgeordneter in der New Jersey General Assembly. Ab 1805 war er Richter an einem Berufungsgericht. Im Jahr 1812 war er als Sheriff Polizeichef im Sussex County.
Bei den Kongresswahlen des Jahres 1816 wurde Linn für den zweiten Sitz von New Jersey in das US-Repräsentantenhaus in Washington gewählt, wo er am 4. März 1817 die Nachfolge von Thomas Ward antrat. Nach einer Wiederwahl konnte er bis zu seinem Tod am 5. Januar 1821 im Kongress verbleiben.